# Alitalia Loyalty
Alitalia Loyalty S.p.A., dal 2022 Italia Loyalty è la società che si occupa della gestione e dello sviluppo del programma di fidelizzazione clienti MilleMiglia.

## Storia
Sulla scorta delle esperienze di Air Canada-Aeroplan e non solo, Alitalia crea Alitalia Loyalty a fine 2012, come unità autonoma e indipendente, a cui cede per 150 milioni di euro, la gestione e lo sviluppo del Programma MilleMiglia, al fine di aumentare il numero di soci del programma, di sviluppare di nuove modalità per spendere le miglia, per realizzare partnership con altri soggetti al fine di incrementare le possibilità di guadagno e di utilizzo delle miglia Alitalia.
Questa operazione si è resa necessaria in quanto, i punti del programma figurano contabilmente come debiti verso la clientela per servizi e biglietti premio, appesantendo dunque il bilancio societario della capogruppo che dunque, ha ora scorporato questa voce.
A partire dal 3 febbraio 2015, Etihad Airways ha acquisito una partecipazione del 75% in Alitalia Loyalty S.p.A. con Alitalia che detiene il restante 25% del capitale. Alitalia Loyalty fa ora parte di Global Loyalty Company LLC, una società di fidelizzazione di Etihad Airways.
Il 18 dicembre 2018, Alitalia e Global Loyalty Company LLC hanno firmato un accordo in base al quale Global Loyalty Company LLC ha venduto il 75% di Alitalia Loyalty S.p.A. al vettore italiano.
Dopo la fine delle operazioni di volo di Alitalia, l'azienda rimane in mano all'amministrazione straordinaria della ex compagnia di bandiera, che ne ha mutato la denominazione in Italia Loyalty S.p.A. in quanto i diritti di utilizzo del marchio Alitalia sono stati ceduti ad ITA Airways, per procedere alla sua cessione all'asta.
Il 30 aprile 2024, Alitalia-Società Aerea Italiana in A.S. cede Italia Loyalty ed il programma MyMiglia a Trenitalia (Gruppo FS Italiane).

## Programma MilleMiglia
Il programma prevede l'accumulo di punti (miglia) per gli iscritti che effettuano voli Alitalia o su aerei delle compagnie aeree partner del programma, nonché acquistando beni e servizi dei partner commerciali
Raggiunto un certo numero di miglia è possibile accedere ai club:
- Club Ulisse
- Club Freccia Alata
- Club Freccia Alata Plus
- Club Freccia Alata Plus "Per Sempre"

L'appartenenza ai club da' diritto ad accedere a servizi quali l'imbarco prioritario o l'accesso alle sale VIP di alcuni aeroporti.
Le miglia accumulate nell’ambito del Programma possono essere utilizzate dai soci e dalle aziende iscritte al programma per richiedere dei premi, quali voucher sconto o donazioni in favore di onlus.
Ha 4.8 milioni di iscritti, di cui 1 milione residente all'estero, per un totale di 32 miliardi di miglia.

## Funzionamento
Alitalia Loyalty ha stretto accordi con società che operano in una pluralità di settori.
Generalmente, i gestori dei programmi fedeltà vendono le miglia ai propri partner commerciali, incassando un determinato corrispettivo: nel momento in cui il socio decide di usufruire di un biglietto premio o di un servizio, il gestore procede ad acquistarlo presso l'azienda convenzionata dove il socio vuole spendere le sue miglia.
Oppure i gestori vendono le miglia ai partner, i quali decidono di offrire ai propri clienti biglietti premio sui voli del vettore convenzionato.